# Alfred Kastler
Alfred Kastler, född 3 maj 1902 i Guebwiller, Elsass, Tyska riket, död 7 januari 1984 i Bandol, var en fransk fysiker, mottagare av Nobelpriset i fysik 1966. Han studerade på 1930-talet spektrum av natrium i skymningsljuset i Abisko. Efter kriget utvecklade han dubbelresonansmetoden i en kombination av optisk spektroskopi och elektronspinresonans.

## Biografi
Kastler studerade vid Lycée Bartholdi i Colmar, Alsace och École Normale Supérieure i Paris från 1921. Efter sina studier började han 1926 undervisa i fysik vid Lycée of Mulhouse, och undervisade sedan vid Universitetet i Bordeaux, där han var universitetsprofessor fram till 1941. Georges Bruhat bad honom att komma tillbaka till École Normale Supérieure, där han slutligen fick en lärostol 1952.
I samarbete med Jean Brossel undersökte han kvantmekanik, interaktionen mellan ljus och atomer och spektroskopi. Kastler, som arbetade med en kombination av optisk resonans och magnetisk resonans, utvecklade tekniken för "optisk pumpning". Dessa arbeten ledde till slutförandet av teorin om lasrar och masers.
Han var styrelseordförande för Institut d'optique théorique et appliquée och tjänstgjorde som den första ordföranden för den icke-statliga organisationen (NGO) Action Against Hunger.
Kastler skrev också poesi (på tyska). År 1971 publicerade han Europe, ma patrie: Deutsche Lieder eines französischen Europäers (dvs. Europa, mitt fädernesland: Tyska sånger av en fransk europé).
Kastler avled den 7 januari 1984 i Bandol, Frankrike.

## Akademisk karriär

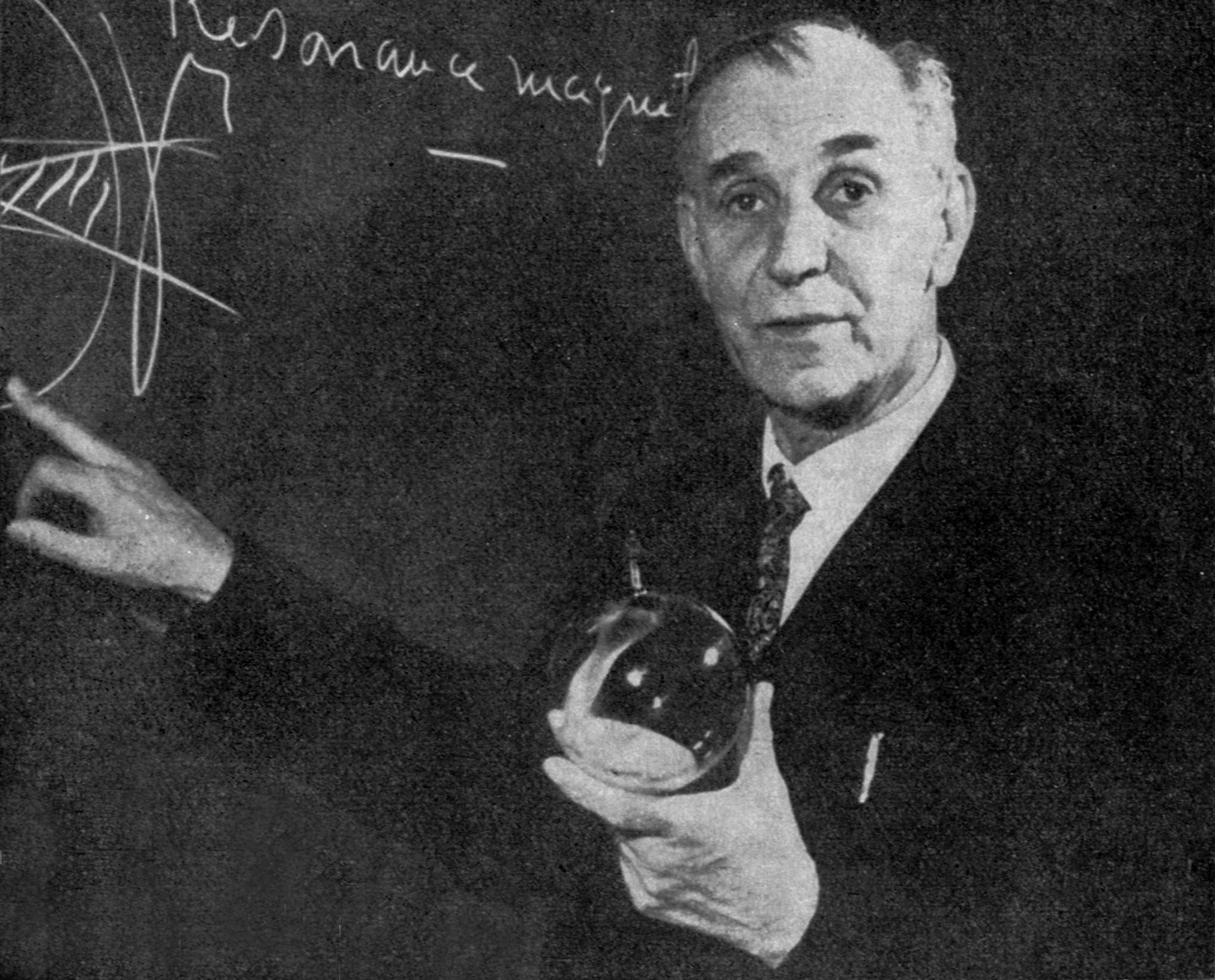
Kastler, omkr. 1967

Professor Kastler tillbringade större delen av sin forskarkarriär vid Ecole Normale Supérieure i Paris där han efter andra världskrigets slut, tillsammans med sin student, Jean Brossel, startade en liten forskargrupp om spektroskopi. 
Under de fyrtio åren som följde har denna grupp utbildat många unga fysiker och haft en betydande inverkan på utvecklingen av vetenskapen om atomfysik i Frankrike. Laboratoire de Spectroscopie hertzienne har 1994 bytt namn till Laboratoire Kastler-Brossel och har fått en del av sitt laboratorium i Université Pierre et Marie Curie främst vid École Normale Supérieure.

## Utmärkelser och hedersbetygelser
- Félix Robin-priset,  1946[10]
- Holweck-priset,  1954[11]
- C.E.K. Mees Medal,  1962[12]
- CNRS guldmedalj,  1964[13][8]
- Tre fysikers pris,  1965
- Nobelpriset i fysik,  1966[14][15]
- Hedersdoktor vid Lavaluniversitetet,  1967[16]
- Wilhelm Exner-medaljen,  1979[17]
- Hedersdoktor vid Hebreiska universitetet i Jerusalem

[Redigera Wikidata]
År 1966 fick Kastler Nobelpriset i fysik "för upptäckt och utveckling av optiska metoder för att studera hertzianska resonanser i atomer".
År 1978 blev han utländsk medlem av Royal Netherlands Academy of Arts and Sciences.
År 1979 tilldelades han Wilhelm Exner-medaljen.